# Robert Farrington

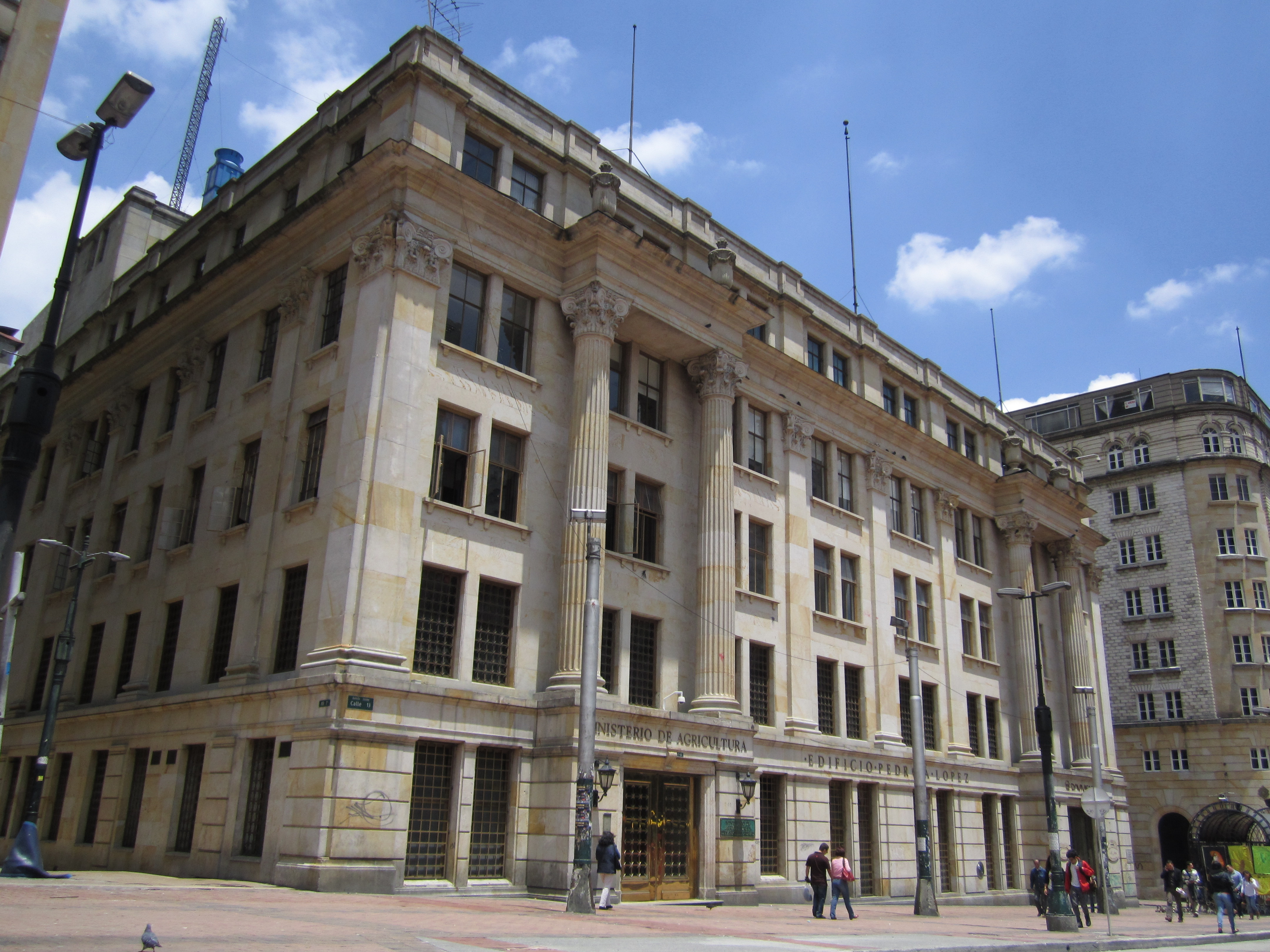
El edificio Pedro A. López en el Eje Ambiental de Bogotá.

Robert M. Farrington fue un ingeniero estadounidense conocido por las obras que desarrolló en Colombia durante la primera mitad del siglo XX. 

## Obras
Dentro de sus obras más destacadas se encuentran el Gimnasio Moderno y la sede del edificio Pedro A. López, donde funcionó el Ministerio de Agricultura. 